# Alexis Smith
Margaret Alexis Smith, nota anche con lo pseudonimo di Gladys Smith (Penticton, 8 giugno 1921 – Los Angeles, 9 giugno 1993), è stata un'attrice e cantante canadese naturalizzata statunitense.

## Biografia
Nativa di Penticton, nella provincia canadese della Columbia Britannica, Alexis Smith crebbe a Los Angeles, dove studiò pianoforte, danza e recitazione e, all'età di 13 anni, si esibì come ballerina in una rappresentazione della Carmen andata in scena all'Hollywood Bowl. Frequentò poi la Hollywood High School e si iscrisse successivamente ai corsi di arte drammatica del Los Angeles City College, dove venne notata da un talent scout della Warner Brothers, che le procurò un provino.
Alta, attraente ed elegante, la Smith debuttò in un piccolo ruolo non accreditato nella commedia La signora dai capelli rossi (1940) e apparve successivamente accanto a Errol Flynn in Bombardieri in picchiata (1941) di Michael Curtiz e Il sentiero della gloria (1942) di Raoul Walsh. Durante gli anni quaranta, l'attrice fu protagonista in pellicole di vario genere, senza però diventare una diva di prim'ordine.
(Alexis Smith)

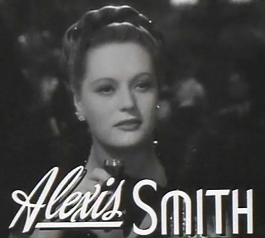
L'attrice nel trailer di Rapsodia in blu (1945)

Tra i suoi ruoli migliori, quello di Florence Creighton nel melodramma Il fiore che non colsi (1943) e la partecipazione ai film biografici Rapsodia in blu (1945) sulla figura di George Gershwin e Notte e dì (1946), storia romanzata e celebrativa del talento di Cole Porter. Apparve inoltre nella commedia È arrivato lo sposo (1951) di Frank Capra, nei western Duello a S. Antonio (1945), ancora accanto a Errol Flynn (in cui l'attrice cantò una speciale versione della ballata Some Sunday Morning) e Il ranch delle tre campane (1949), e nei noir Nebbie (1945) e La seconda signora Carroll (1947), in cui fu partner di Humphrey Bogart e, accanto a William Holden, in Furore sulla città (1952) di William Dieterle.
Dopo la metà degli anni cinquanta, la Smith apparve ancora nelle commedie Giacomo il bello (1957), al fianco di Bob Hope e La tentazione del signor Smith (1958) di Blake Edwards e, in ruolo drammatico, ne I segreti di Filadelfia (1959), accanto a Paul Newman. Passando alla televisione e al teatro, ebbe successo a Broadway con il musical Follies di Stephen Sondheim, che nel 1972 le valse il Tony Award quale miglior attrice di musical. Tornò sul grande schermo solo negli anni settanta in film quali Una volta non basta (1975), il thriller Quella strana ragazza che abita in fondo al viale (1976) e Ultimo handicap (1978) di Martin Ritt.
La Smith ebbe un momento di rinnovata popolarità anche in televisione, con la partecipazione a sei episodi della serie Love Boat (1982-1985) e, con il ruolo di Jessica Montford, in undici episodi del serial Dallas girati fra il 1984 e il 1990. Ottenne inoltre una candidatura al premio Emmy Award nel 1990 per la sitcom Cin Cin. La sua ultima apparizione cinematografica risale al 1993, nel ruolo di Louisa van der Luyden, ne L'età dell'innocenza di Martin Scorsese.

## Vita privata
Alexis Smith sposò nel 1944 il collega Craig Stevens, che aveva conosciuto nel 1941 sul set di Steel Against the Sky di A. Edward Sutherland. Il matrimonio durò fino alla morte dell'attrice, avvenuta per un tumore cerebrale.

## Filmografia

### Cinema
- La signora dai capelli rossi (Lady with Red Hair), regia di Curtis Bernhardt (1940)
- Alice in Movieland, regia di Jean Negulesco (1940)
- She Couldn't Say No, regia di William Clemens (1940)
- Flight from Destiny, regia di Vincent Sherman (1941)
- The Great Mr. Nobody, regia di Benjamin Stoloff (1941)
- Here Comes Happiness, regia di Noel M. Smith (1941)
- Con mia moglie è un'altra cosa (Affectionately Yours), regia di Lloyd Bacon (1941)
- La femmina di Singapore (Singapore Woman), regia di Jean Negulesco (1941)
- Three Sons o' Guns, regia di Benjamin Stoloff (1941)
- Bombardieri in picchiata (Dive Bomber), regia di Michael Curtiz (1941)
- The Smiling Ghost, regia di Lewis Seiler (1941)
- Passaggio a Hong Kong (Passage from Hong Kong), regia di D. Ross Lederman (1941)
- Steel Against the Sky, regia di A. Edward Sutherland (1941)
- Il sentiero della gloria (Gentleman Jim), regia di Raoul Walsh (1942)
- Il fiore che non colsi (The Constant Nymph), regia di Edmund Goulding (1943)
- Il pilota del Mississippi (The Adventures of Mark Twain), regia di Irving Rapper (1944)
- Ragazze indiavolate (The Doughgirls), regia di James V. Kern (1944)
- La tromba squilla a mezzanotte (The Horn Blows at Midnight), regia di Raoul Walsh (1945)
- Nebbie (Conflict), regia di Curtis Bernhardt (1945)
- Rapsodia in blu (Rhapsody in Blue), regia di Irving Rapper (1945)
- Duello a S. Antonio (San Antonio), regia di David Butler e, non accreditati, Robert Florey e Raoul Walsh (1945)
- ...e un'altra notte ancora (One More Tomorrow), regia di Peter Godfrey (1946)
- Notte e dì (Night and Day), regia di Michael Curtiz (1946)
- Schiavo d'amore (Of Human Bondage), regia di Edmund Goulding (1946)
- La seconda signora Carroll (The Two Mrs. Carrolls), regia di Peter Godfrey (1947)
- La valle del sole (Stallion Road), regia di James V. Kern (1947)
- La castellana bianca (The Woman in White), regia di Peter Godfrey (1948)
- The Decision of Christopher Blake, regia di Peter Godfrey (1948)
- Gong fatale (Whiplash), regia di Lewis Seiler (1948)
- Il ranch delle tre campane (South of St. Louis), regia di Ray Enright (1949)
- Fate il vostro gioco (Any Number Can Play), regia di Mervyn LeRoy (1949)
- One Last Fling, regia di Peter Godfrey (1949)
- Più forte dell'odio (Montana), regia di Ray Enright (1950)
- L'assalto al treno postale (Wyoming Mail), regia di Reginald Le Borg (1950)
- Sparate senza pietà (Undercover Girl), regia di Joseph Pevney (1950)
- È arrivato lo sposo (Here Comes the Groom), regia di Frank Capra (1951)
- Non cedo alla violenza (Cave of Outlaws), regia di William Castle (1951)
- Furore sulla città (The Turning Point), regia di William Dieterle (1952)
- Prigionieri della città deserta (Split Second), regia di Dick Powell (1953)
- La tigre nell'ombra (The Sleeping Tiger), regia di Joseph Losey (1954)
- Bandiera di combattimento (The Eternal Sea), regia di John H. Auer (1955)
- Giacomo il bello (Beau James), regia di Melville Shavelson (1957)
- La tentazione del signor Smith (This Happy Feeling), regia di Blake Edwards (1958)
- I segreti di Filadelfia (The Young Philadelphians), regia di Vincent Sherman (1959)
- Una volta non basta (Once Is Not Enough), regia di Guy Green (1975)
- Quella strana ragazza che abita in fondo al viale (The Little Girl Who Lives Down the Lane), regia di Nicolas Gessner (1976)
- Ultimo handicap (Casey's Shadow), regia di Martin Ritt (1978)
- La Truite, regia di Joseph Losey (1982)
- Due tipi incorreggibili (Tough Guys), regia di Jeff Kanew (1986)
- L'età dell'innocenza (The Age of Innocence), regia di Martin Scorsese (1993)

### Televisione
- The Star and the Story – serie TV, episodio 1x09 (1955)
- Stage 7 – serie TV, episodio 1x06 (1955)
- The 20th Century-Fox Hour – serie TV, episodio 1x18 (1956)
- On Trial – serie TV, episodio 1x02 (1956)
- Robert Montgomery Presents – serie TV, episodio 8x05 (1956)
- Lux Video Theatre – serie TV, episodi 7x10-7x33 (1956-1957)
- Schlitz Playhouse of Stars – serie TV, episodio 7x27 (1958)
- The United States Steel Hour – serie TV, episodio 7x06 (1959)
- Avventure in paradiso (Adventures in Paradise) – serie TV, episodio 1x12 (1959)
- Michael Shayne – serie TV episodio 1x02 (1960)
- La parola alla difesa (The Defenders) – serie TV, episodio 4x24 (1965)
- The Governor and J.J. – serie TV, episodio 1x15 (1970)
- Marcus Welby (Marcus Welby, M.D.) – serie TV, episodio 2x23 (1971)
- A Death in California – serie TV, episodio 1x01-1x02 (1985)
- Love Boat (The Love Boat) – serie TV, episodi 6x07-7x26-7x25-9x05-9x04 (1982-1985)
- Hothouse – serie TV, 7 episodi (1988)
- Cin cin (Cheers) – serie TV, episodio 8x13 (1990)
- Dallas – serie TV, 11 episodi (1984-1990)

### Documentari
- Some of the Best: Twenty-Five Years of Motion Picture Leadership (1949)

## Teatro
- Vite in privato (1952)
- Bell, Book and Candle (1953)
- Plain and Fancy (1955)
- Wonderful Town (1957)
- Mary, Mary (1965)
- Cactus Flower (1968)
- Follies (1971)
- The Women (1973)
- Applause (1973)
- Summer Brave (1975)
- Platinum (1978)
- The Best Little Whorehouse in Texas (1979-80)
- Pal Joey (1983)
- Nymph Errant (1989 Concert)

## Doppiatrici italiane
Nelle versioni in italiano delle opere in cui ha recitato, Alexis Smith è stata doppiata da:
- Dhia Cristiani in Rapsodia in blu, Ho baciato una stella, I segreti di Filadelfia, Prigionieri della città deserta, Quella strana ragazza che abita in fondo al viale
- Tina Lattanzi in ...e un'altra notte ancora, L'assalto al treno postale, La castellana bianca, È arrivato lo sposo, Furore sulla città
- Lydia Simoneschi in Bandiera di combattimento, Giacomo il bello, La tentazione del signor Smith
- Giovanna Scotto in Notte e dì, Il fiore che non colsi, La seconda signora Carroll
- Renata Marini in Duello a S. Antonio
- Marcella Rovena in Nebbie
- Rosetta Calavetta in La valle del sole
- Noemi Gifuni in Il ranch delle tre campane (ridoppiaggio)
- Benita Martini in Una volta non basta
- Mirella Pace in Dallas
- Elsa Camarda in L'età dell'innocenza